# Церковь иконы Божией Матери Знамение (Серебряные Пруды)
Церковь иконы Божией Матери «Знамение» (Знаменский храм) — православный храм в посёлке Серебряные пруды Московской области, главный храм Серебряно-Прудского благочиния Коломенской епархии Русской православной церкви.
Здание храма является объектом культурного наследия и находится под охраной государства.

## История

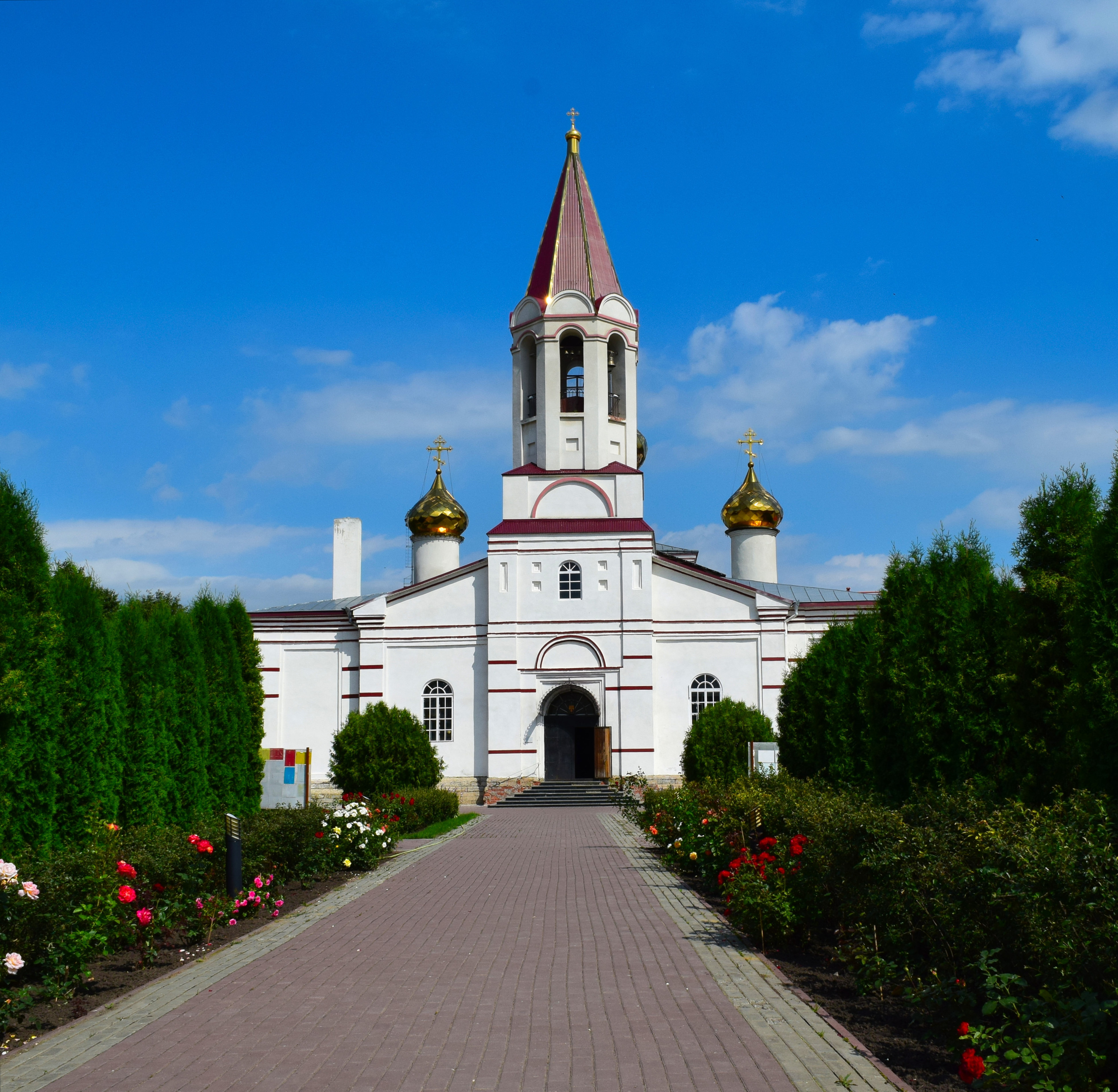
Центральный вход

Церковь во имя иконы Пресвятой Богородицы «Знамение» в посёлке Серебряные Пруды была возведена в 1914 году по проекту архитектора, искусствоведа и историка архитектуры, реставратора, преподавателя Николая Султанова (1850—1908) на средства Сергея Шереметева.
Это строение было каменное, с деревянной колокольней, трехпрестольное. В 1929 году храм был закрыт, а колокольня разрушена. С 1932 года в здании были размещены и продолжили работать сельский клуб и библиотека. В начале 1980-х годов в Серебряных Прудах был сдан в эксплуатацию новый Дом культуры, а строение храма на протяжении ряда лет находилось в запустении и подвергалось разрушению.
В 1995 году церковь была передана общине верующих в ветхом состоянии, не подлежащем восстановлению. Однако, это не помешало наладить церковноприходскую жизнь. Силпами прихожан была расчищена кровля от растущих на ней кустарников и деревьев. В 1999 году были выстроены новые своды, уложены полы, проведены работы по благоустройству территории. Губернатор Московской области Борис Громов пожертвовал на реставрацию храма три миллиона рублей личных средств.
В январе 2001 года на празднование Рождества в храме отслужили первую Божественную литургию. В сентябре 2002 года здание храма увенчали купола с крестами. В настоящее время церковь полностью восстановлена. В главном приделе установлен деревянный резной иконостас, в боковых приделах — каменные. Стены и своды расписаны фресками. При церкви работают детская и взрослая воскресные школы, имеется большая библиотека православной литературы.
17 августа 2019 года правящий архиерей Московской епархии митрополит Крутицкий и Коломенский Ювеналий совершил Великое освящение Знаменского храма, после чего здесь была отслужена Божественная Литургия.
Знаменский храм является памятником архитектуры регионального значения на основании Постановление Правительства Московской области № 84/9 от 15 марта 2002 года.